# 世界末日 (摔角)

世界末日官方標誌

世界末日（英語：Armageddon），是世界摔角娛樂（WWE）每年一度的世界摔角娛樂付費收看節目（WWE Pay-Per-View）之一，從1999年12月開始第一次的世界末日大賽，通常於每年12月時舉行。目前已停辦，而原世界末日改成了冠軍之夜來舉行。
世界末日大賽的另一個特色就是他的配樂——"The End"，世界摔角娛樂的音樂製作人吉姆·約翰斯頓於2000年創作了原始版本後不斷的被多次重製、修改，甚至有一個7分鐘長的加長版本，這個版本能在世界摔角娛樂官網購買下載，之後也被世界摔角娛樂收錄在音樂專輯中。

## 外部連結
- 世界末日官方網站（页面存档备份，存于）